# Leonardo Burián
Leonardo Burián (vollständiger Name: Leonardo Fabián Burián Castro) (* 21. Januar 1984 in Melo) ist ein uruguayischer Fußballspieler.

## Karriere

### Verein
Der Cachorro genannte Burián, der auf der Position des Torwarts spielt, begann seine Karriere bei Nacional Montevideo zunächst 1998 in der achten Liga, durchlief die Reservemannschaften des Vereins und gehörte seit 2004 dem Erstliga-Kader an. Sein offizielles Debüt absolvierte er im Freundschaftsspiel beim Copa Teresa Herrera gegen Deportivo La Coruña im Estadio Riazor. Erstmals eingesetzt in der Primera División wurde er 2005. Von 2006 bis 2007 spielte er auf Leihbasis für Bella Vista und absolvierte in dieser Phase 30 Ligaspiele. 2008 kehrte er zu Nacional zurück und bestritt von seiner Rückkehr bis zum Saisonende 2012/13 42 Spiele im nationalen Ligabetrieb. Sein letzter Pflichtspieleinsatz datiert vom 17. April 2013, als er in der Copa Libertadores gegen Barcelona auflief. In Reihen der Bolsos kam Burián zu weiteren Einsätzen auf internationaler Ebene und absolvierte in den Copa-Libertadores-Wettbewerben 2005, 2008, 2009, 2010 und 2011 insgesamt 31 Spiele. Zudem sammelte er auf nationaler Ebene in Reihen Nacionals zahlreiche Titel. Viermal wurde er in den Spielzeiten 2005, 2008/09, 2010/11 und 2011/12 Uruguayischer Meister. Des Weiteren gewann er mit seinen Mitspielern die Liguilla Pre-Libertadores 2008 und in den Jahren 2010 und 2011 jeweils die in den Sommermonaten ausgetragene Copa Bimbo. Auch jeweils das Torneo Apertura 2004, 2008/09, 2009/10 und das Torneo Clausura 2010/11 beendete seine Mannschaft siegreich an erster Stelle.
Ende Januar 2014 schloss er sich auf Leihbasis dem Erstligisten Juventud an, nachdem Nacional mit Gustavo Munúa einen neuen Torhüter verpflichtet hatte. Die Ausleihbedingungen enthielten dabei unter anderem die Klausel, dass er in den Begegnungen gegen Nacional Montevideo nicht eingesetzt werden durfte. In der Clausura 2014 lief er in sieben Partien der Primera División für den Klub aus Las Piedras auf. Im Mai 2014 vermeldete der kolumbianische Verein Deportes Tolima die Verpflichtung von Burián. Der Transfer erfolgte im Rahmen eines Leihgeschäfts mit Nacional. Bei den Kolumbianern absolvierte er 24 Partien in der Primera A. Nach Rückkehr zu Nacional wurde er Anfang Januar 2015 an die Montevideo Wanderers weiterverliehen. In der Clausura 2015 absolvierte er zwölf Ligaspiele und bestritt überdies sechs Partien der Copa Libertadores 2015. Während der Spielzeit 2015/16 kam er in 30 Erstligaspielen zum Einsatz. In der Saison 2016 folgten 15 weitere Erstligaeinsätze und sechs absolvierte Partien in der Copa Sudamericana 2016. Anfang Januar 2017 verpflichtete ihn der Chiapas FC.

### Nationalmannschaft
Burián gehörte der U-17-Auswahl Uruguays an, die an der U-17-Südamerikameisterschaft 2001 in Peru teilnahm und den 6. Platz belegte.

### Erfolge
- 4× Uruguayischer Meister: 2005, 2008/09, 2010/11, 2011/2012
- Meister der Liguilla Pre-Libertadores: 2008
- 2× Sieg bei der Copa Bimbo: 2010, 2011
- 1× Copa de la Liga Profesional: 2020/21
- 1× Argentinischer Meister: 2021